# Таблиця медалей зимових Олімпійських ігор 2010
Таблиця медалей Олімпійських ігор 2010 — це перелік Національних олімпійських комітетів, показаний за кількістю медалей, здобутих під час 21 Зимових Олімпійських ігор, що відбулася з 12 по 28 лютого 2010 року у Ванкувері, Канада.
На Олімпійських іграх у Ванкувері було розіграно 86 комплектів нагород. У таблиці показано розподіл нагород за країнами.
Країни впорядковано за кількістю золотих медалей. Якщо кількість золотих медалей однакова, то враховуються додаткові показники: спочатку — кількість срібних медалей, далі — кількість бронзових медалей. Якщо усі три показники збігаються, тоді країнам присвоюють однакові місця й розміщують їх за кодом МОК. Окремо виділено країну-господаря.
| Місце  | Країна          |    |    |    | Усього |
| ------ | --------------- | -- | -- | -- | ------ |
| 1      | Канада          | 14 | 7  | 5  | 26     |
| 2      | Німеччина       | 10 | 13 | 7  | 30     |
| 3      | США             | 9  | 15 | 13 | 37     |
| 4      | Норвегія        | 9  | 8  | 6  | 23     |
| 5      | Південна Корея  | 6  | 6  | 2  | 14     |
| 6      | Швейцарія       | 6  | 0  | 3  | 9      |
| 7      | Китай           | 5  | 2  | 4  | 11     |
| 7      | Швеція          | 5  | 2  | 4  | 11     |
| 9      | Австрія         | 4  | 6  | 6  | 16     |
| 10     | Нідерланди      | 4  | 1  | 3  | 8      |
| 11     | Росія           | 3  | 5  | 7  | 15     |
| 12     | Франція         | 2  | 3  | 6  | 11     |
| 13     | Австралія       | 2  | 1  | 0  | 3      |
| 14     | Чехія           | 2  | 0  | 4  | 6      |
| 15     | Польща          | 1  | 3  | 2  | 6      |
| 16     | Італія          | 1  | 1  | 3  | 5      |
| 17     | Білорусь        | 1  | 1  | 1  | 3      |
| 17     | Словаччина      | 1  | 1  | 1  | 3      |
| 19     | Велика Британія | 1  | 0  | 0  | 1      |
| 20     | Японія          | 0  | 3  | 2  | 5      |
| 21     | Хорватія        | 0  | 2  | 1  | 3      |
| 21     | Словенія        | 0  | 2  | 1  | 3      |
| 23     | Латвія          | 0  | 2  | 0  | 2      |
| 24     | Фінляндія       | 0  | 1  | 4  | 5      |
| 25     | Естонія         | 0  | 1  | 0  | 1      |
| 25     | Казахстан       | 0  | 1  | 0  | 1      |
| Усього | Усього          | 86 | 87 | 85 | 258    |

Примітка. В індивідуальній гонці з біатлону серед чоловіків було вручено дві срібні медалі. Бронзова медаль не вручалась.